# Martin Wallström
Carl Martin Gunnar Wallström Milkéwitz (* 7. Juli 1983 in Uddevalla) ist ein schwedischer Schauspieler.

## Leben und Karriere
Martin Wallström ist seit 1998 als Schauspieler aktiv. Ab 2004 bis zu seinem Abschluss 2008 studierte er an der Hochschule für Musik und Theater der Universität Göteborg. Internationale Bekanntheit erlangte er vor allem durch die Rolle des Tyrell Wellick aus der Thriller-Serie Mr. Robot, in der er ab 2015 zu sehen war. Zuvor spielte er in der deutsch-schwedischen Koproduktion 100 Code die wiederkehrende Rolle des Tomas.
Von 2008 bis 2021 war er mit der schwedischen Schauspielerin Lisa Linnertorp verheiratet.

## Filmografie (Auswahl)
- 1998: Hela härligheten
- 2000: Före stormen
- 2002: Olivia Twist (Mini-Serie, 2 Episoden)
- 2002: Familjen (Fernsehserie, 12 Episoden)
- 2003: Hannah med H
- 2004: Kommissarie Winter (Fernsehserie, Episode 2x01)
- 2004: Die Rache des Tanzlehrers (Danslärarens återkomst, Fernsehserie, 2 Episoden)
- 2006: Du & jag
- 2007: Arn – Der Kreuzritter
- 2008: Irene Huss, Kripo Göteborg (Fernsehserie, Episode 1x05)
- 2009: GSI – Spezialeinheit Göteborg (Johan Falk: GSI - Gruppen för särskilda insatser)
- 2009: Der Kommissar und das Meer (Fernsehserie, Episode 1x06)
- 2010: Sebbe
- 2010: Mankells Wallander: Todesengel
- 2010: Pax
- 2010: Die innere Schönheit des Universums (Till det som är vackert)
- 2011: Gränsen
- 2011: Maria Wern, Kripo Gotland (Maria Wern, Fernsehserie, Episode 3x01)
- 2013: Mord im Mittsommer (Morden i Sandhamn, Fernsehserie, 3. Staffel)
- 2013: Ego
- 2013: Stockholm Stories
- 2014: Die Erbschaft (Avingerne, Fernsehserie, Episode 1x10)
- 2015: 100 Code (Fernsehserie, 7 Episoden)
- 2015–2019: Mr. Robot (Fernsehserie)
- 2018: Parallel
- seit 2020: Kommissar Beck – Die neuen Fälle (Beck, Fernsehreihe)